# Max Richter (kompositör)
Max Richter, född 22 mars 1966 i Hameln i Tyskland, är en tysk-brittisk kompositör. Hans musik kombinerar influenser från såväl klassisk musik som moderna minimalistiska tonsättare, ambient och electronica i en tidlöst harmonisk och ofta djupt melankolisk stil som Richter själv har kallat "postklassisk".

## Liv
Max Richter föddes i Tyskland, växte upp i England och är numera bosatt i Berlin. Han studerade klassisk komposition och piano vid University of Edinburgh, Royal Academy of Music och sedan i Florens, där han undervisades av den berömde italienska kompositören Luciano Berio.
Efter studietiden var Richter med och grundade den av sex pianister bestående ensemblen Piano Circus, som framförde stycken av samtida kompositörer som Arvo Pärt, Brian Eno, Philip Glass och Steve Reich. Han var med i gruppen i tio år och hjälpte till att producera totalt fem album. År 1996 inledde han ett samarbete med den elektroniska musikgruppen Future Sound of London och medverkade på ett flertal av deras album. Tillsammans med Mercury Prize-vinnaren Roni Size arbetade han med gruppen Reprazents album In the Mode. Förutom som kompositör har Richter även varit aktiv som musikproducent och producerade år 2005 Vashti Bunyas album Lookaftering och år 2008 Kelli Alis album Rocking Horse.

## Solokarriär
Richters solodebut Memoryhouse, inspelad i samarbete med BBC Philharmonic Orchestra och violinisten Alexander Balanescu, släpptes 2002. Det experimentella albumet kombinerar ambientsekvenser med röster och upplästa fragment ur dikter.
På hans andra album, The Blue Notebooks från 2004, läser bland annat skådespelerskan Tilda Swinton högt ur Franz Kafkas dagboksanteckningar. Richter beskrev själv skivans stil som "postklassisk"; en kombination av klassisk musik, elektroniska klanger och "found sound".
På Songs from Before (2006) läser Robert Wyatt textpassager ur den japanska författaren Haruki Murakamis böcker.
År 2008 släpptes Richters fjärde album 24 Postcards in Full Colour - en samling av 24 klassiskt komponerade småstycken som är tänkta som ringsignaler. Styckena är variationer på ett antal teman och kombinerar piano, stråkarrangemang och elektroniska inslag.
Infra (2010) är en bearbetning av en 25 minuter lång opera som Richter komponerade för koreografen Wayne McGregor och som premiäruppfördes på Royal Ballet i London.
Deutsche Grammophon erbjuder honom 2012 att skriva, för en särskild samling « Recomposed Series », en ny tolkning av Vivaldis Fyra Årstiderna, ett projekt som han haft i 10 år.

## Filmmusik
Förutom hans övriga projekt komponerar Max Richter dessutom regelbundet musik för film och television. Till hans mest kända verk hör soundtracket till den prisbelönta filmen Waltz with Bashir från 2007. Han har också gjort musiken till independentfilmen Henry May Long från 2008 samt till Feo Aladags film Die Fremde.
Richters musik kan bland annat även höras i Martin Scorseses Shutter Island (närmare bestämt stycket "On the Nature of Daylight" från The Blue Notebooks), i dokumentärfilmen How to die in Oregon och i den franska filmen Les Impardonnables.

## Diskografi (soloverk)
- Memoryhouse (BBC, 2002)
- The Blue Notebooks (Fat Cat Records, 2004)
- Songs from Before (Fat Cat Records, 2006)
- 24 Postcards in Full Colour (Fat Cat Records, 2008)
- Infra (Fat Cat Records, 2010)
- Recomposed by Max Richter : Vivaldi, the Four Seasons (Deutsche Grammophon, 2012) par le Konzerthaus Kammerorchester Berlin och Daniel Hope, under ledning av André de Ridder
- Sleep (Deutsche Grammophon, 2015)
- Three Worlds: Music from Woolf Works (Deutsche Grammophon, 2017)

## Filmmusik
- 2008: Waltz with Bashir av Ari Folman
- 2009: La prima linea de Renato De Maria
- 2010: La Vie sauvage des animaux domestiques
- 2010: Elle s'appelait Sarah av Gilles Paquet-Brenner
- 2010: How to Die in Oregon av Peter D. Richardson
- 2010: Die Fremde av Feo Aladag
- 2011: Impardonnables av André Téchiné
- 2011: Edwin Boyd av Nathan Morlando
- 2012: Perfect Sense av David Mackenzie
- 2013: The Congress av Ari Folman
- 2013: Disconnect av Henry Alex Rubin
- 2013: Syngué sabour. Pierre de patience (Tålamodets sten) av Atiq Rahimi
- 2013: Den gröna cykeln av Haifaa Al Mansour
- 2013: The Lunchbox av Ritesh Batra
- 2014: Paradise Lost av Andrea Di Stefano
- 2014: The Leftovers (2014-2017) av Damon Lindelof & Tom Perrotta
- 2015: Testament of Youth av James Kent
- 2016: Morgan av Luke Scott
- 2016: Arrival regi av Denis Villeneuve
- 2017: Hostiles av Scott Cooper
- 2018: Werk ohne Autor av Florian Henckel von Donnersmarck
- 2018: Mary Queen of Scots av Josie Rourke

## Fotnoter
1. ↑  ”Max Richter - biography”. All Music. Rovi Corp. http://www.allmusic.com/artist/max-richter-mn0000203592. Läst 9 augusti 2012.
2. ↑  ”Max Richter”. FatCat Records. Arkiverad från originalet den 10 juni 2012. https://web.archive.org/web/20120610172757/http://fat-cat.co.uk/fatcat/artist.php/max+richter#. Läst 9 augusti 2012.
3. ↑  Mark Pappenheim (24 november 1993). ”MUSIC / Many hands make light work”. London: The Independent. http://www.independent.co.uk/arts-entertainment/music--many-hands-make-light-work-piano-circus-had-a-problem-six-keyboards-but-only-one-piece-to-play-what-could-they-do-without-steve-reich-1506360.html. Läst 19 oktober 2011.
4. ↑  Adam Park (11 oktober 2006). ”The Richter Scale”. Boomkat. Arkiverad från originalet den 13 september 2010. https://web.archive.org/web/20100913051312/http://www.boomkat.com/article.cfm?id=10. Läst 19 oktober 2011.
5. ↑  ”Biography Kelli Ali”. London: The Guardian. http://www.guardian.co.uk/music/artist/e91466e9-e518-4b02-9198-a6c338694c9d. Läst 21 oktober 2011.
6. ↑  ”Max Richter Memoryhouse”. Arkiverad från originalet den 30 oktober 2011. https://web.archive.org/web/20111030134023/http://fat-cat.co.uk/fatcat/release.php?id=299#. Läst 21 oktober 2011.
7. ↑  Paul Tingen (1 januari 2005). ”Max Richter Recording The Blue Notebooks”. Sound On Sound. http://www.soundonsound.com/sos/jan05/articles/ritcher.htm. Läst 21 oktober 2011.
8. ↑  ”SONGS FROM BEFORE • Max Richter”. Puremusic. http://www.puremusic.com/71max.html. Läst 21 oktober 2011.
9. ↑  Michael Crumsho (22 oktober 2008). ”Max Richter - "Berlin By Overnight" (24 Postcards In Full Colour)”. Dusted Magazine. Arkiverad från originalet den 26 oktober 2011. https://web.archive.org/web/20111026171852/http://dustedmagazine.com/reviews/4621. Läst 21 oktober 2011.
10. ↑  Gilbert, Jenny (16 november 2008). The Independent (London). http://www.independent.co.uk/arts-entertainment/theatre-dance/reviews/royal-ballet-royal-opera-house-londonbrrambert-dance-company-sadlers-wells-london-1020245.html.
11. ↑  (engelska) Recomposed by Max Richter: Vivaldi Arkiverad 10 januari 2013 hämtat från the Wayback Machine. i New Sounds Mall:Numéro av John Schaefer på WNYC den 19 december 2012.
12. ↑  (engelska) ‘Four Seasons’ Gets New Spin av Vivien Schweitzer i The New York Times den 23 december 2012.